# Robert Neller
Pour les articles homonymes, voir Neller.
Le general Robert B. Neller, né en 1953 à East Lansing dans le Michigan, a été commandant du Corps des Marines du 24 septembre 2015 au 11 juillet 2019.

## Biographie

### Enfance et éducation
Robert Neller a été diplômé d'un Bachelor's degree of Arts en histoire et en communication de l'université de Virginie avant de recevoir sa commission d'officier par l'Officer Candidates School en mai 1975.
Neller a validé en Master of Arts en gestion des ressources humaines de l'université Pepperdine.
Il est également diplômé du Marine Command and Staff College, du NATO Defense College ainsi que de l'Armed Forces Staff College.

### Carrière militaire
Les différentes affectations de Neller ont inclus le troisième bataillon du quatrième régiment de la troisième division de Marines et le troisième bataillon léger d’infanterie mécanisée. Comme membre de cette dernière unité, il a participé à la force d'intervention unifiée en Somalie.
Comme commandant de la compagnie de sécurité des Marines à Panama, il prit part à l'opération Just Cause. Il fut affecté à la division de la police du grand Quartier général des puissances alliées en Europe à Mons mais aussi comme directeur des opérations de l'état-major.
Il fut également commandant en second du I Marine Expeditionary Force au cours de l'opération Iraqi Freedom, de 2005 à 2007. Il dirigea aussi la Marine Corps University et le Marine Forces Central Command de 2012 à 2014.
Le mercredi 1er juillet 2015, il fut pressenti au poste de commandant du Corps des Marines par le secrétaire à la Défense Ashton B. Carter pour succéder au general Joseph Dunford nommé comme Chairman of the Joint Chiefs of Staff. Son audition par le Comité des forces armées du Sénat fut marquée par son interaction avec le président de la commission, John McCain. Neller a été confirmé à ce poste le 6 août. Il a officiellement pris le commandant du Corps des Marines au cours d'une cérémonie qui a eu lieu le 24 septembre 2015 au Marine Barracks de Washington. Il avait été élevé au grade de general le même jour.

## Distinctions
|             |  |             |                         |
|             |  | Gold star   |                         |
|             |  | Gold star   | Silver oak leaf cluster |
| Bronze star |  | Bronze star |                         |
|             |  |             | Silver star             |
|             |  |             |                         |
|             |  |             |                         |

| 1re ligne |                                                        |                                                        |                                                        | Defense Distinguished Service Medal                                  | Defense Distinguished Service Medal                                  | Defense Distinguished Service Medal                                  | Legion of Merit                                      | Legion of Merit                                      | Legion of Merit                                      |                                                                                      |                                                                                      |                                                                                      |
| 2e ligne  | Bronze Star                                            | Bronze Star                                            | Bronze Star                                            | Defense Meritorious Service Medal                                    | Defense Meritorious Service Medal                                    | Defense Meritorious Service Medal                                    | Meritorious Service Medal avec une award star en or  | Meritorious Service Medal avec une award star en or  | Meritorious Service Medal avec une award star en or  | Joint Service Commendation Medal                                                     | Joint Service Commendation Medal                                                     | Joint Service Commendation Medal                                                     |
| 3e ligne  | Navy and Marine Corps Commendation Medal               | Navy and Marine Corps Commendation Medal               | Navy and Marine Corps Commendation Medal               | Navy and Marine Corps Achievement Medal                              | Navy and Marine Corps Achievement Medal                              | Navy and Marine Corps Achievement Medal                              | Combat Action Ribbon avec une award star             | Combat Action Ribbon avec une award star             | Combat Action Ribbon avec une award star             | Joint Meritorious Unit Award avec une feuille de chêne en argent                     | Joint Meritorious Unit Award avec une feuille de chêne en argent                     | Joint Meritorious Unit Award avec une feuille de chêne en argent                     |
| 4th row   | Navy Unit Commendation avec une service star en bronze | Navy Unit Commendation avec une service star en bronze | Navy Unit Commendation avec une service star en bronze | Marine Corps Expeditionary Medal                                     | Marine Corps Expeditionary Medal                                     | Marine Corps Expeditionary Medal                                     | National Defense Service Medal avec une service star | National Defense Service Medal avec une service star | National Defense Service Medal avec une service star | Armed Forces Expeditionary Medal                                                     | Armed Forces Expeditionary Medal                                                     | Armed Forces Expeditionary Medal                                                     |
| 5e ligne  | Iraq Campaign Medal avec deux service star             | Iraq Campaign Medal avec deux service star             | Iraq Campaign Medal avec deux service star             | Global War on Terrorism Service Medal                                | Global War on Terrorism Service Medal                                | Global War on Terrorism Service Medal                                | Armed Forces Service Medal                           | Armed Forces Service Medal                           | Armed Forces Service Medal                           | Navy Sea Service Deployment Ribbon avec deux service star en bronze et une en argent | Navy Sea Service Deployment Ribbon avec deux service star en bronze et une en argent | Navy Sea Service Deployment Ribbon avec deux service star en bronze et une en argent |
| 6e ligne  | Navy Arctic Service Ribbon                             | Navy Arctic Service Ribbon                             | Navy Arctic Service Ribbon                             | Navy and Marine Corps Overseas Service Ribbon avec deux service star | Navy and Marine Corps Overseas Service Ribbon avec deux service star | Navy and Marine Corps Overseas Service Ribbon avec deux service star | Marine Corps Drill Instructor Ribbon                 | Marine Corps Drill Instructor Ribbon                 | Marine Corps Drill Instructor Ribbon                 | Médaille de l'OTAN pour l'ex-Yougoslavie                                             | Médaille de l'OTAN pour l'ex-Yougoslavie                                             | Médaille de l'OTAN pour l'ex-Yougoslavie                                             |
| Badges    | EXPERT RIFLE badge                                     | EXPERT RIFLE badge                                     | EXPERT RIFLE badge                                     | EXPERT RIFLE badge                                                   | EXPERT RIFLE badge                                                   | EXPERT RIFLE badge                                                   | EXPERT PISTOL badge                                  | EXPERT PISTOL badge                                  | EXPERT PISTOL badge                                  | EXPERT PISTOL badge                                                                  | EXPERT PISTOL badge                                                                  | EXPERT PISTOL badge                                                                  |

- Commandeur de l'ordre national du Mérite (France) depuis le 24 mai 2018[9].